# 織田信親
織田 信親（おだ のぶちか）は、江戸時代末期の大名。丹波国柏原藩の第10代(最後の)藩主。維新後、柏原藩知事、華族。爵位は子爵。官位は従五位下・出雲守。高長系織田家13代。

## 生涯
交代寄合（のち備中成羽藩主）・山崎治正の三男として誕生した。慶応元年（1865年）12月14日、柏原藩の第9代藩主・織田信民の末期養子として家督を相続する。第8代藩主・信敬は細川行芬の三男であり、信親の実父・山崎治正の継室は行芬の娘であった。こうした姻戚関係により、信親は織田家の養子に迎えられたと思われる。
慶応2年（1866年）12月18日、従五位下・出雲守に叙任する。慶応3年（1867年）11月19日、朝廷の求めに応じて上洛する。翌慶応4年（1868年）1月の鳥羽・伏見の戦いの際には、新政府軍に加わり、京都御所などの警備にあたる。小大名でありながら、かなり早い段階から新政府側に与している。
明治2年（1869年）6月22日、柏原藩知事に就任する。明治4年（1871年）7月15日、廃藩置県により免職となる。明治4年（1871年）10月15日、旧領柏原において農業に従事することを願う帰農届を承認される。明治6年（1873年）2月4日、柏原の邸宅が全焼し、一族の千賀正遠の邸宅に移り謹慎する。明治9年（1876年）、宮中侍侯となる。明治15年（1882年）11月16日に宮内省に出仕、華族局に配属される。明治18年（1885年）12月28日、依願退職する。この間、明治17年（1884年）には子爵になっている。明治23年（1890年）7月22日、主猟官に就任する。大正10年（1921年）、高齢を理由に主猟官を辞職する。昭和2年（1927年）10月30日に死去、享年77。

## 系譜
- 父：山崎治正（1821年 - 1876年）
- 母：不詳
- 養父：織田信民（1840年 - 1865年）
- 妻：詮子 - 新庄直敬長女
- 生母不明の子女
  - 次男：織田信大（1888年 - 1964年）
- 養子
  - 女子：彝 - 北条氏恭の娘、北条兼次郎室

| 日本の爵位 | 日本の爵位                              | 日本の爵位    |
| ---------- | --------------------------------------- | ------------- |
| 先代 叙爵  | 子爵 （柏原）織田家初代 1884年 - 1927年 | 次代 織田信大 |